# ألزس
ألزَس أو ألزاس (بالفرنسية: Alsace)‏ ،(بالألمانية: Elsass) هي منطقة ثقافية، ولغوية، وتاريخية، وإدارية في شرقي فرنسا وعاصمتها هي ستراسبورغ. كانت تاريخيا محل نزاع مع ألمانيا.
تقسم الألزس من الناحية الإدارية إلى إقليمين، باس ريين في الشمال وهوت ريين في الجنوب. تدار المنطقة من خلال مجلس المنطقة كما في المناطق الأخرى في فرنسا، رغم أن العديد من الأمور تخضع للقانون المحلي ألزس - موسيلان (أنظر في الأدنى) تكون لها الأسبقية على القوانين الفرنسية العامة. مقر مجلس المنطقة في ستراسبورغ، التي هي أيضًا أكبر مدينة في هذه المنطقة (710,000 نسمة)، تليها مولوز (270,000 نسمة)، ثم كولمار (115,000 نسمة).
الألزس ذات كثافة سكانية عالية حوالي 219.4 نسمة لكل كيلو متر مربع، مقابل 93.59 نسمة لكل كيلومتر مربع في المتوسط في فرنسا و 116 نسمة لكل كيلو متر مربع، بالنسبة للإتحاد الأوروبي. وهي بذلك تكون ثالث منطقة الأكثر كثافة سكانية في فرنسا بعد إيل دي فرانس ونور با دو كاليه. وفي الوقت نفسه، أصغر منطقة في فرنسا من حيث المساحة. والألزس هي المنطقة الفرنسية الأولى في التصدير، والثالثة من حيث الناتج المحلي الإجمالي.
ستراسبورغ هي مقر المحافظة في إقليم باس ريين، وكولمار هي مقر المحافظة في إقليم هوت ريين. مدينة ستراسبورغ هي مقر للعديد من المؤسسات الأوروبية.
تعود أصول المنطقة الثقافية واللغوية إلى الشعب الجرماني (Alamans)، والتي أتت منها كلمة «الألمانية». في بداية العصر المسيحي، كان الألمان مجموعة من القبائل الجرمانية المتحالفة، ومن هنا أتى أصل كلمة ألمان: (All) بمعنى جميع و (mann) بمعنى الرجال.
وكانت المنطقة مأهولة أولاً لفترة طويلة من جانب الكلت، ثم سقطت تحت سيطرة روما، التي بنت العديد من المخيمات (التي تشكل معا حاجزًا لحماية الإمبراطورية من الغزو)، وبعد عدة محاولات للاختراق، طرد الألمان الرومان في العام 378 وأعطوا المنطقة اسمها نسبة إلى لغتهم: الألمانية، التي تنحدر منها اللهجة الألزسية. واللهجة الألزسية هي لغة ألمانية قياسية ("Hochdeutsch") تنتمي إلى نفس المجموعة الفرعية للغة الجرمانية. وكلمة هوت (Haut) في الألمانية بمعنى عالي تشير إلى مفهوم جغرافي وليس تقييمًا للقيمة، على عكس اللغات واللهجات المحلية الجرمانية في هولندا والفلاندرز في بلجيكا وفي شمال ألمانيا («منخفضة» قريبة من البحر وارتفاع منخفض). وتشمل منطقة اللغة الألمانية، بالإضافة إلى الألزس، بادن (ألمانيا)، ولوكسمبورغ، وليشتنشتاين، وسويسرا الألمانية، وجزءا من فورتمبيرغ (ألمانيا)، وفورارلبيرج (النمسا).
المنطقة تاريخيًا تشمل أيضا بلفور الحالية. وكانت مقسمة إلى هوت ألزس (ألزس العليا) وباس ألزس (ألزس السفلى).
إن القادم من المناطق الأخرى في فرنسا، يلاحظ علامات بداية أوروبا الوسطى، هذا الفضاء الثقافي الواسع للامبراطورية الألمانية السابقة والامبراطورية النمساوية الهنغارية التي تغطي ألمانيا، والنمسا،          والمجر، وبولندا، وسلوفينيا، وجمهورية التشيك، وسلوفاكيا.

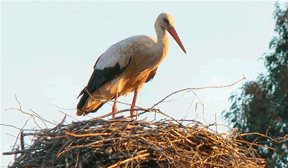
اللقلق شعار الألزاس
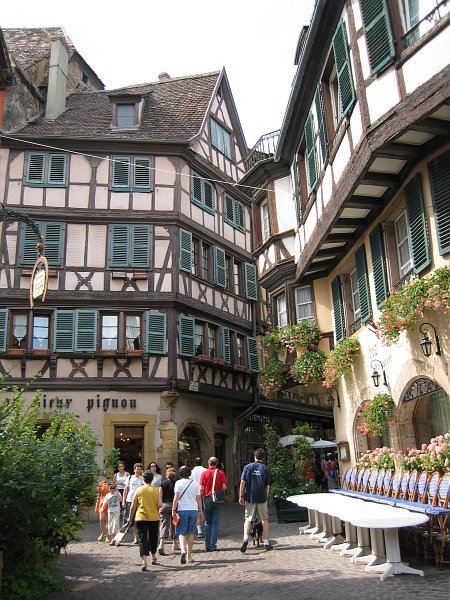
الفن المعماري التقليدي الألزاسي
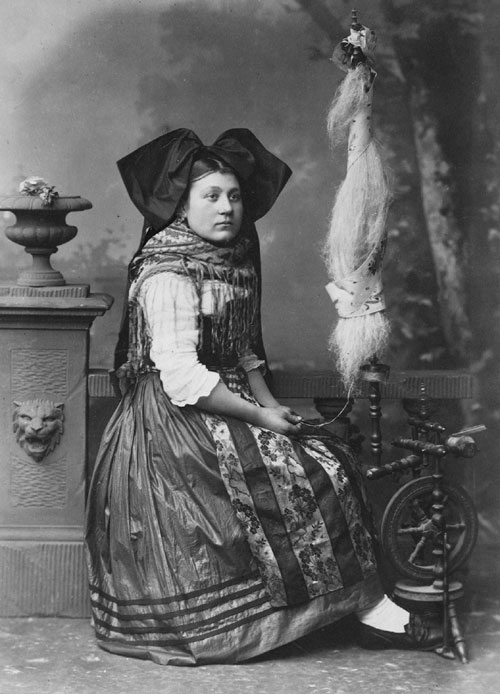
ألزاسية باللباس التقليدي في القرن التاسع عشر

## أهم المدن الرئيسية
- ستراسبورغ
- سيليستات
- مولوز
- ألتكيرش
- تان